# Avatarbos

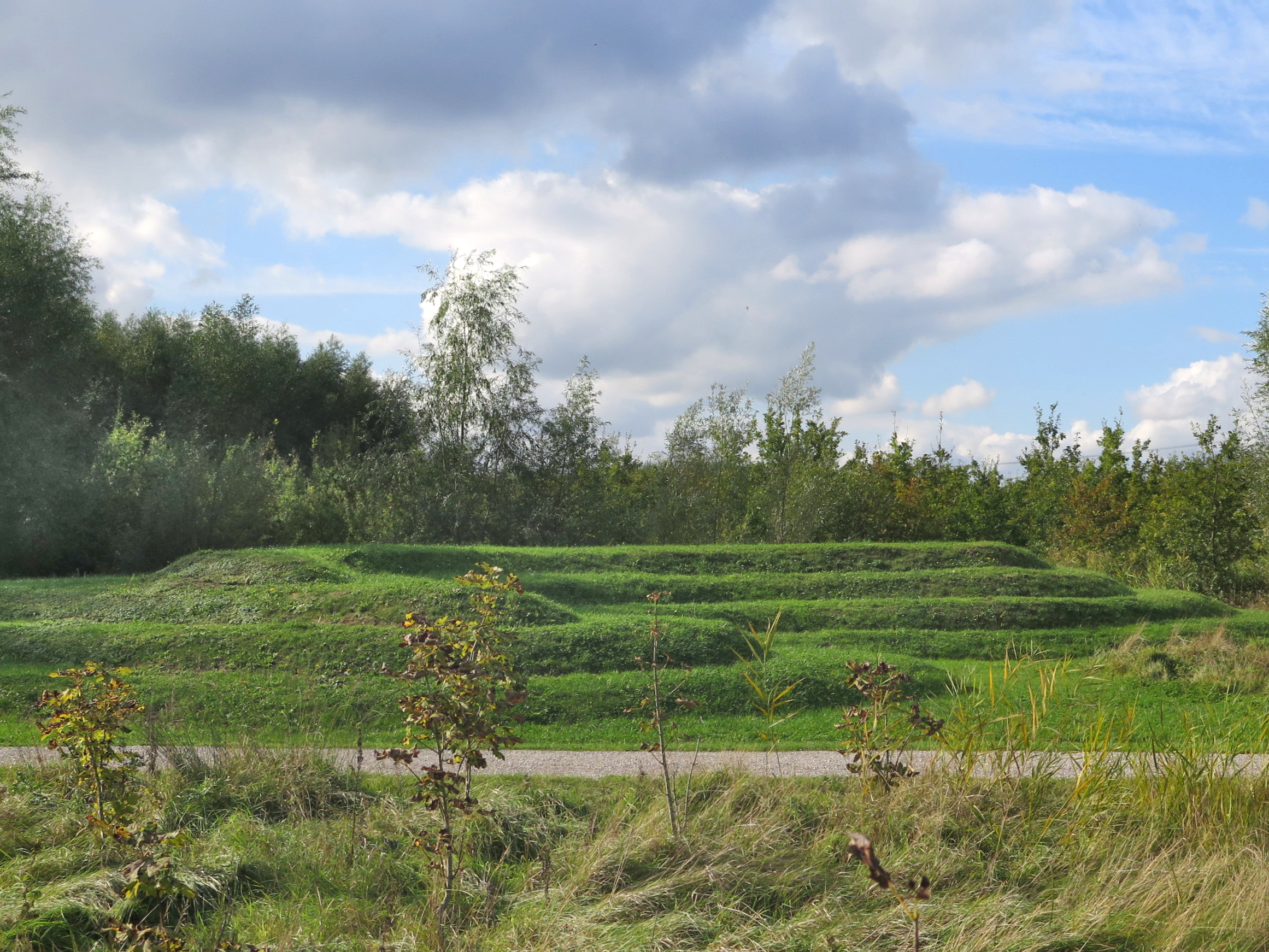
Amfitheater als ontmoetingsplek in het Avatarbos

Het Avatarbos is een onderdeel van het Bentwoud en ligt in de Nederlandse gemeente Alphen aan den Rijn. Het is een door scholieren geplant bos met een oppervlakte van 10 hectare. In het bos is het Amfitheater als ontmoetingsplek aangelegd. In het bos zijn zwerfpaden, droomplekken en een kunstwerk te vinden.
Het Avatarbos, dat gebaseerd is op de succesvolle sciencefictionfilm Avatar uit 2009, is gesponsord door de Amerikaanse filmregisseur James Cameron en filmmaatschappij 20th Century Fox.
In april 2011 is met de aanplant van het bos begonnen. Op 29 maart 2012 was het Avatarbos
voltooid.

## Voorgeschiedenis
In de sciencefictionfilm Avatar (2009) speelt bewondering en respect voor de natuur een belangrijke rol. Filmregisseur James Cameron besloot een deel van de opbrengst van de film te besteden aan de aanplant van bomen wereldwijd en richtte daarvoor The Avatar Home Tree Initiative op.
Het doel van de stichting was om één miljoen bomen aan te planten.
In 2010 was dat doel bereikt en waren er in vijftien landen op zes continenten 1.006.639 bomen aangeplant.
In Nederland zijn in het Diemerbos en bij Nieuw-Vennep door Cameron gefinancierde wilgen geplant.

## Avatarbos in het Bentwoud
Nederland kreeg vervolgens als eerste land een speciaal Avatarbos, vernoemd naar de film Avatar uit 2009. Filmregisseur James Cameron en filmmaatschappij 20th Century Fox waren de initiatiefnemers. De stichting waarde en Staatsbosbeheer werkten mee aan het project. In april 2011 is in het Bentwoud met de aanplant van het bos begonnen. Het Avatarbos is gerealiseerd naar een idee van Thomas van Slobbe, directeur van natuurorganisatie wAarde. Het is een bos met zwerfpaden en droomplekken, zoals die ook in de film Avatar voorkomen. Centraal in het Avatarbos staat het Amfitheater als ontmoetingsplek. Jongeren konden zelf ideeën aandragen en zij konden mede-eigenaar worden van het Avatarbos door voor 10 euro een certificaat te kopen, goed voor de aanplant van één boom. De filmmaatschappij en regisseur James Cameron hebben het bos voor een groot deel gefinancierd. Op 29 maart 2012 hebben 100 jongeren het Avatarbos voltooid door wilgen als 'levend meubilair' in elkaar te vlechten. De bedoeling van James Cameron was om het Nederlandse bos een rol laten spelen in de vervolgfilm Avatar: The Way of Water.

## De Droom van de Boom

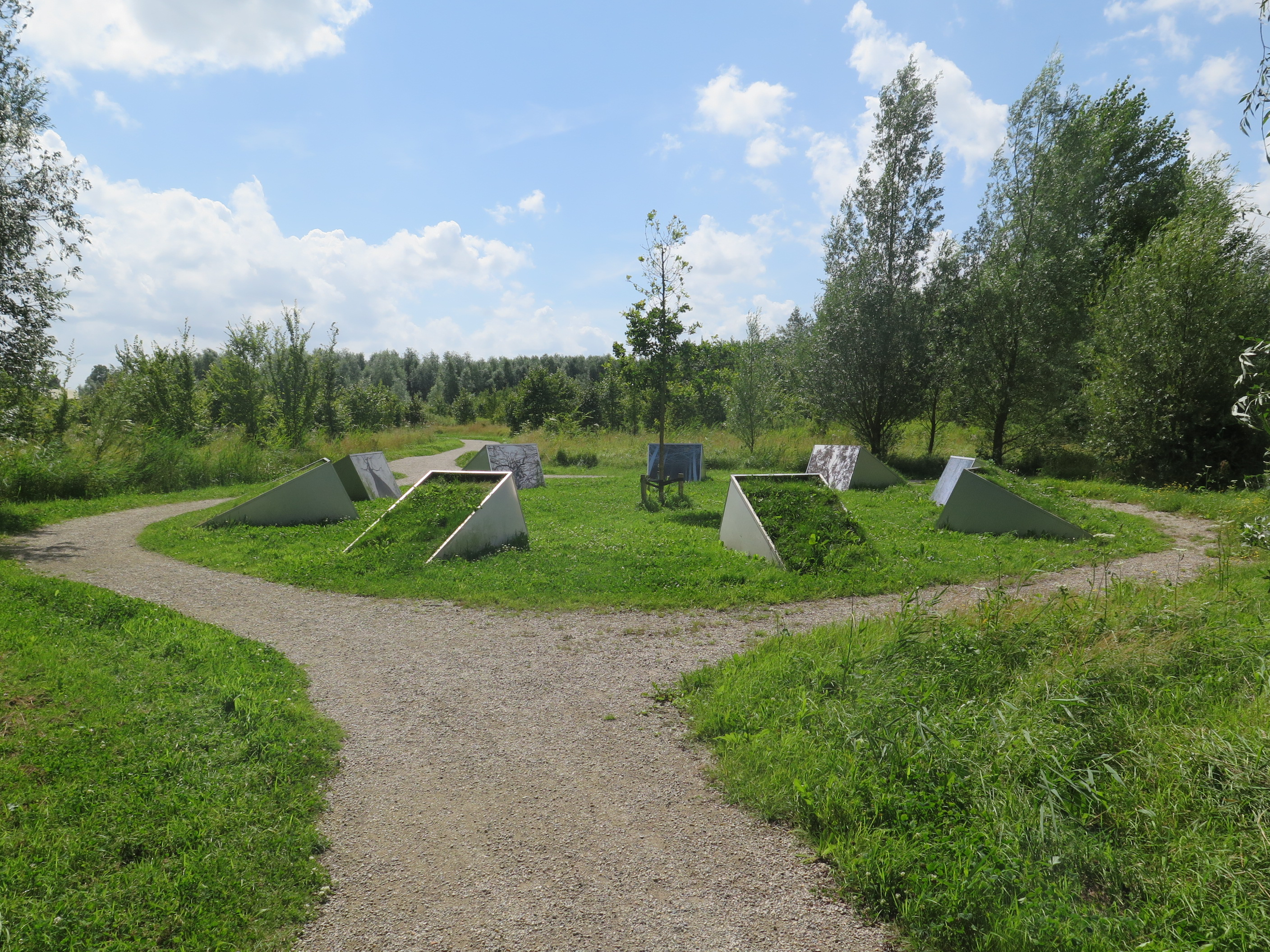
Landschapskunstwerk De Droom van de Boom

In het Avatarbos staat het landschapskunstwerk De Droom van de Boom. Het kunstwerk is van de hand van Cornelia Bruinewoud (1958, Emmen). Het is gemaakt in opdracht van filmmaatschappij 20th Century Fox en onthuld in 2012.
Het kunstwerk bestaat uit één klein boompje te midden van een cirkel van negen schuin opstaande foto’s gedrukt in aluminium.
Op deze foto’s zijn impressies te zien van monumentale ‘rolvoorbeelden’.
Het boompje zal als integraal onderdeel van het kunstwerk eeuwenlang gestaag groeien,
waardoor er een levend kunstwerk ontstaat dat ieder seizoen en jaar anders
oogt.